# Inomhusfilm
Inomhusfilm kallas en typ av färgfilm som är avsedd att användas med konstljus i form av särskilda fotolampor. Olika typer av fotolampor kräver olika typ av film, som är anpassad till just den lamptypens färgtemperatur. 
Vanligt glödlampsljus är inte anpassat till färgfotografering (utan blixt) med någon filmtyp – resulterar i ett kraftigt gulstick. Fotoblixt har samma färgtemperatur som dagsljus och ska användas med dagsljusfilm. 
Om belysning och film inte passar ihop, kan detta ofta avhjälpas med lämpligt filter.

## Positiv färgfilm
Diapositiv färgfilm för konstljus finns i typ A (halogen, 3400 kelvin) och typ B (tungsten/volfram, 3200 K), eventuella konverteringsfilter betecknas också A eller B. 
Sålunda anpassas dagsljusfilm (5500 K) till fotografering i konstljus med Wrattenfilter nummer 80A respektive 80B.

## Påverkan vid andra typer av film

### Negativ färgfilm
Negativ färgfilm kan lättare efterfiltreras vid kopiering/förstoring till riktig färgbalans. Men filter 80A eller 80B kan också här användas vid inomhusfotografering på samma sätt som för annan dagsljusfilm. 

### Svartvit film
Pankromatisk svartvit film är ljuskänslig i alla färger, men är i sig färgtemperaturavstämd till dagsljus. Fotografering i konstljus (halogen) ger dock inga större förskjutningar i gråskalorna för svartvita fotografier, men kontrasten kan upplevas något lägre. Ljusblått filter för svartvitt kan användas för att korrigera detta.

## Lysrörsbelysning
Färgfotografering i lysrörsmiljö är särskilt komplicerat – kan inte blixt användas så återstår att mäta lysrörerns färgstick som regelmässigt går mot grönt eller cyan. Detta skall justeras enligt filmtillverkarens rekommendationer med gul- eller magentafilter. Att i dessa fall utgå från dagsljusfilm är ett bra val. 
Tyvärr är ofta större lokaler försedda med olika typer av lysrör som kräver olika filter. Det finns faktiskt blandljusförhållanden som inte ens digitalkamerornas vitbalans klarar av.

## Användningsområden
Den vanliga användningen för inomhusfilm är främst fotografering och filmning i studio inomhus. Det är bättre att använda inomhusfilm ty de är snabbare i de befintliga ljusförhållandena, medan dagsljusfilm ett filter resulterar i praktiken i sänkt känslighet. 
Emellertid kan inomhusfilm omvänt användas vid utomhusfotografering med gult färgfilter av typ Wratten 85A eller 85B. 

## Tillverkare
Kodachrome, Fujichrome och Ektachrome saluförs i fotohandeln för både dagljusfotografering samt för konstljus typ A eller B.